# 路易吉·佩奇当代艺术中心
路易吉·佩奇當代藝術中心（義大利語：Il Centro per l'Arte Contemporanea Luigi Pecci）位於義大利托斯卡納大區普拉多市，由建築師伊塔洛·甘貝里尼設計，並以實業家恩里科·佩西之子路易吉·佩奇為名，於1988年6月25日開幕。該中心隸屬普拉多市政府，整合展示、收藏、研究等功能，為義大利首座專業當代藝術機構，同時獲該大區指定為區域當代藝術統籌機構。

中心在三十多年期間已舉辦逾280場展覽與展示計畫。以普拉多為基地，發展成為一處文化實驗室，致力於連結作品、計畫、場域與不同群眾，並推動托斯卡納地區的藝術研究與文化發展（在托斯卡納大區舉辦20場展覽、米蘭25場，延伸至18個國際展區）。其中，2006年7月與上海當代藝術館合辦的「質變的年代——佩奇基金會歐洲當代藝術收藏展」，匯集義大利、俄羅斯、奧地利、法國、英國、瑞士、比利時與荷蘭等國藝術家的作品，全面展現1980年代以來歐洲當代藝術的多元風貌。

## 建築
中心由兩組建築物構成：1980年代伊塔洛·甘貝里尼的原始建築，以及鹿特丹建築師莫里斯·尼奧設計的擴建部分。甘貝里尼的U形建築以半圓形露天劇場為終點，環繞中央花園，融合對稱與不對稱的設計語彙。建築從一樓的教育與公共空間，到二樓的主要展廳，形成清晰的功能配置。
2003年的改建工程重新規劃了展覽動線，但隨著當代藝術形式日益多元，空間需求持續增加。2016年，尼奧的「感知波動」計畫以環形結構擁抱原建築，使展覽面積倍增。新建築以銅金色鋁板包覆，造型富有流動感，僅在必要處與原建築交會。二樓展覽空間採用可變角度設計，創造出氛圍各異的展區。一樓則重新規劃為訪客服務區，集中了接待處、資訊中心與書店等公共機能。

新建築最顯著的特色是一座兼具天線與號角形態的塔樓。尼奧將這座標誌性建築設計為探索文化的象徵，彷彿一支偵測文化潮流的探針，傾斜的造型既充滿動態感，也呼應了普拉多從工業城市轉型為文化重鎮的企圖。整體設計強調環保節能，特別是在照明系統的設計上，善用自然採光並搭配先進的控制技術。

建築
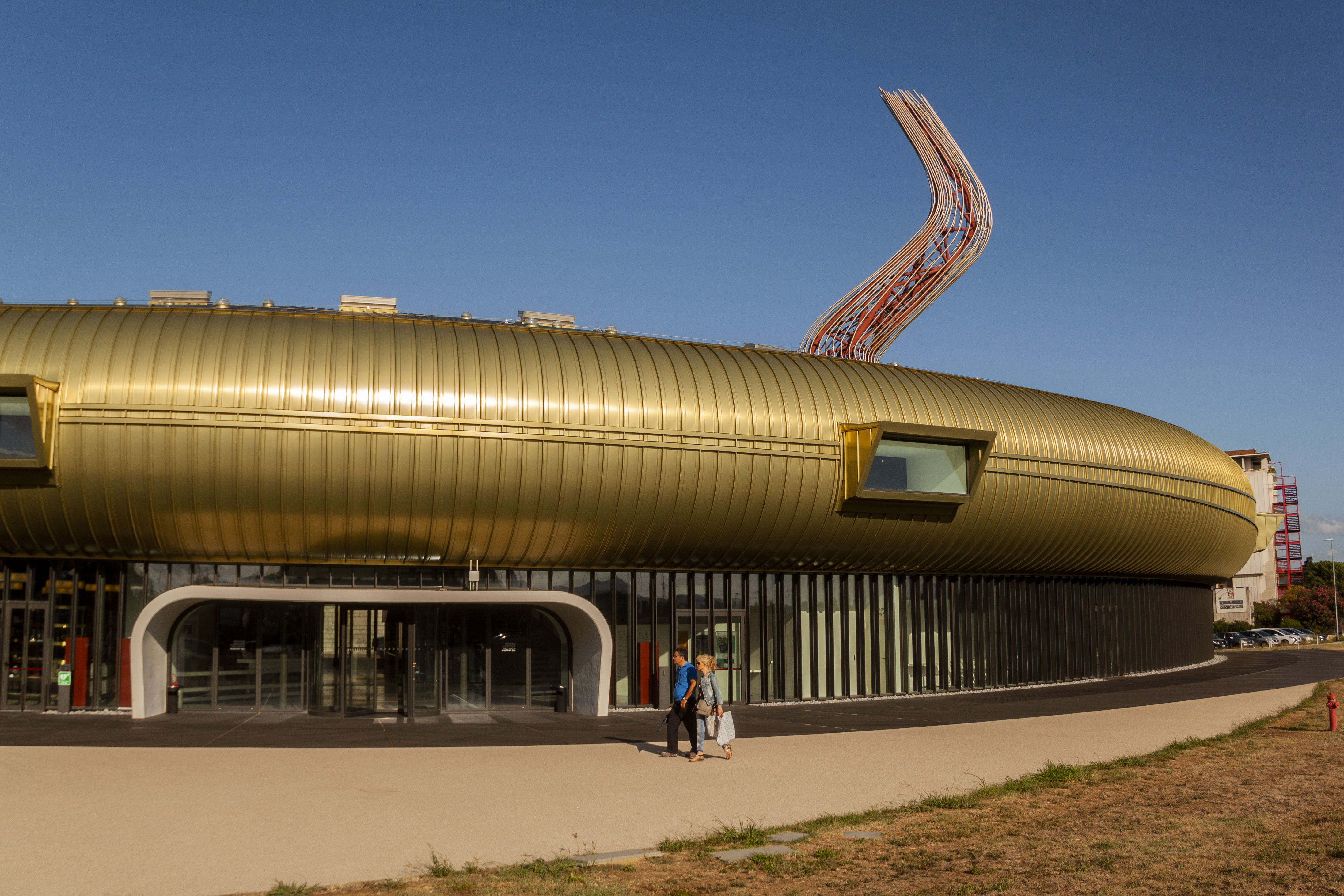
由莫里斯·尼奧設計之擴建部分及中心新入口。
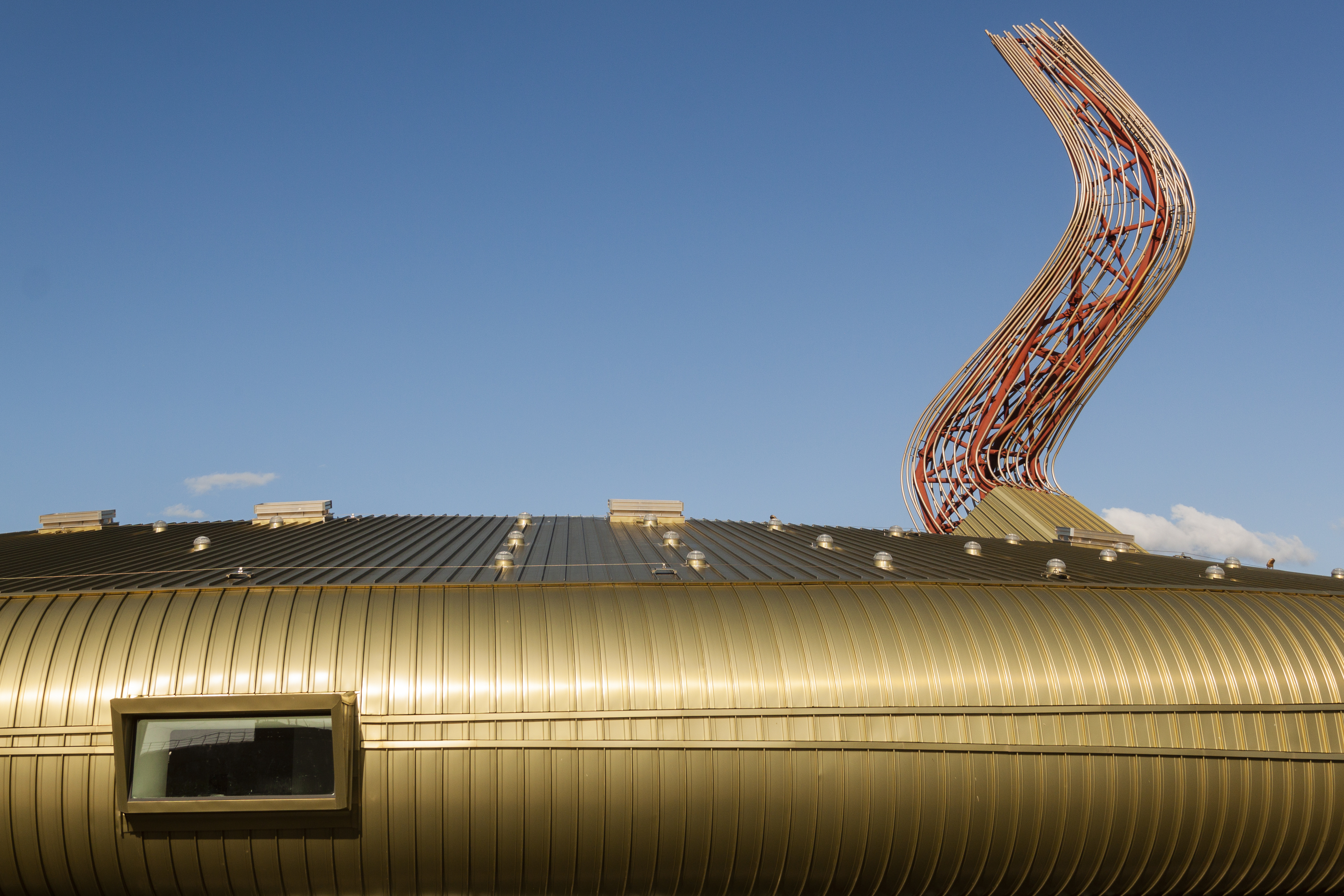
擴建部分及塔樓
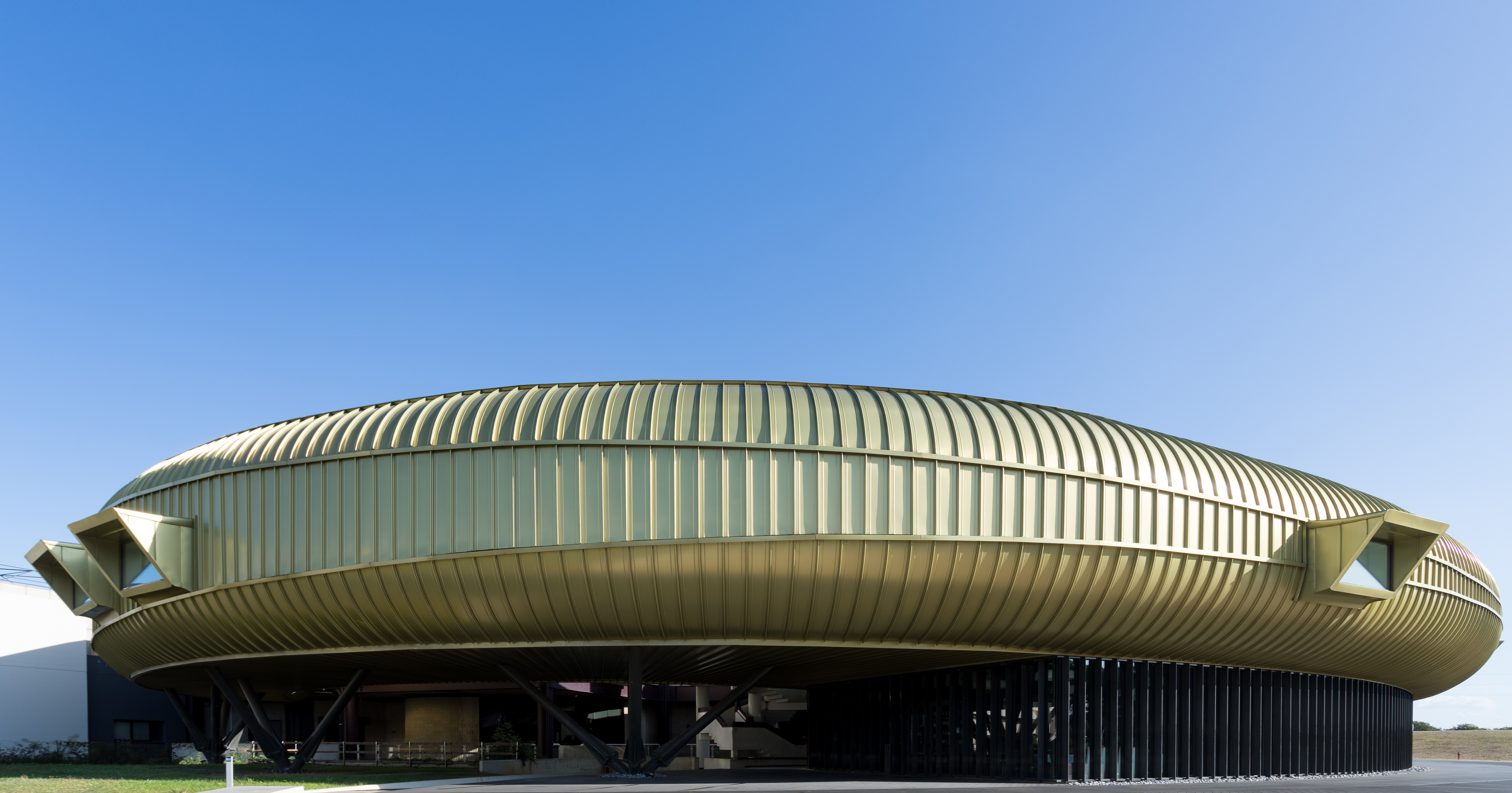
擴建部分全景
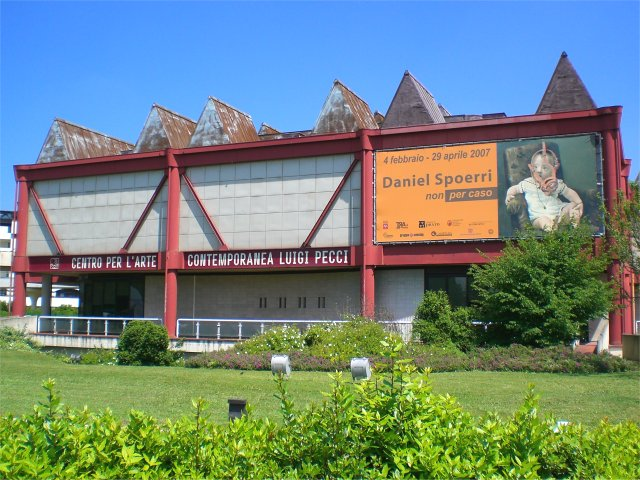
1988年落成，由伊塔洛·甘貝里尼設計之原始建築
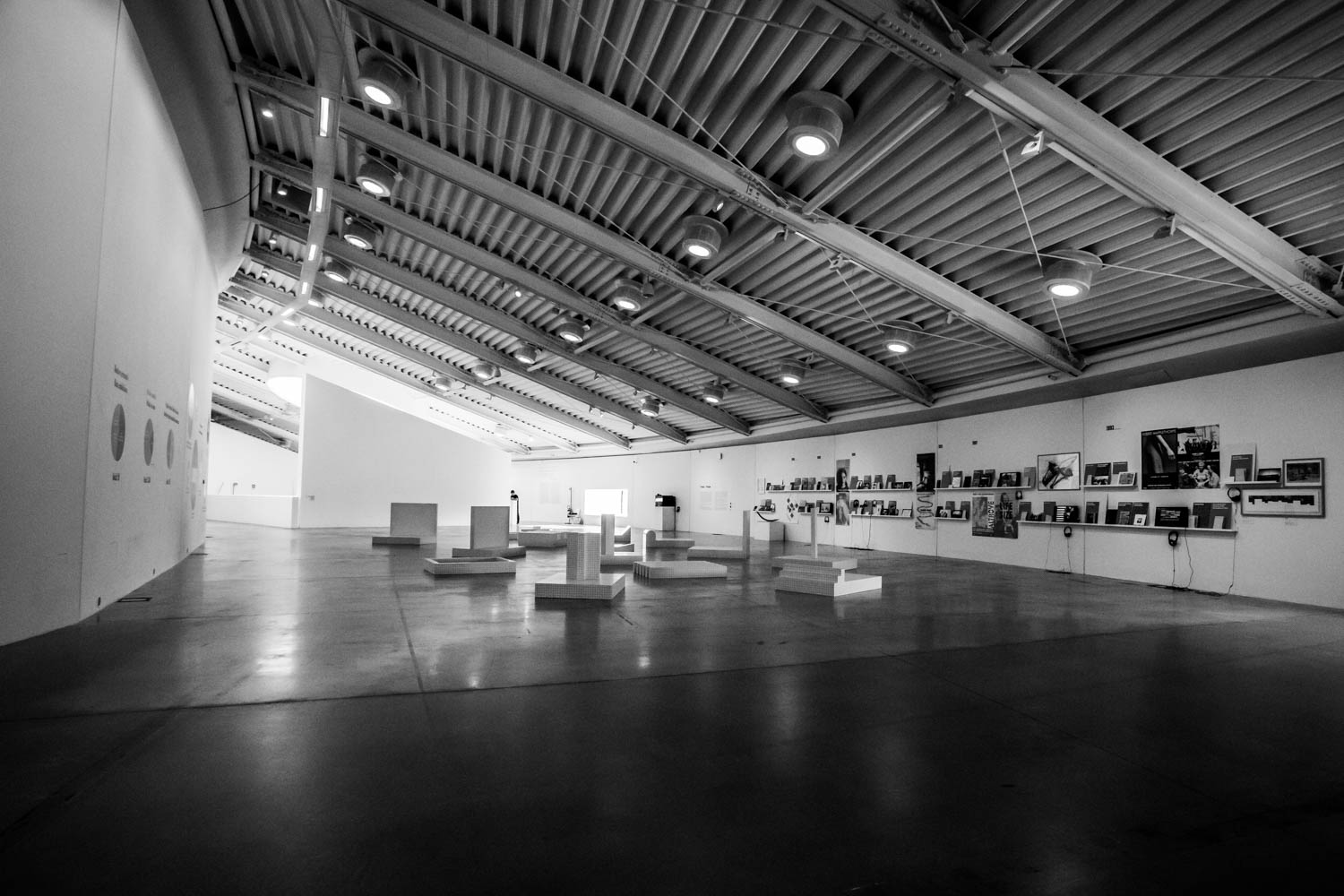
展示空間
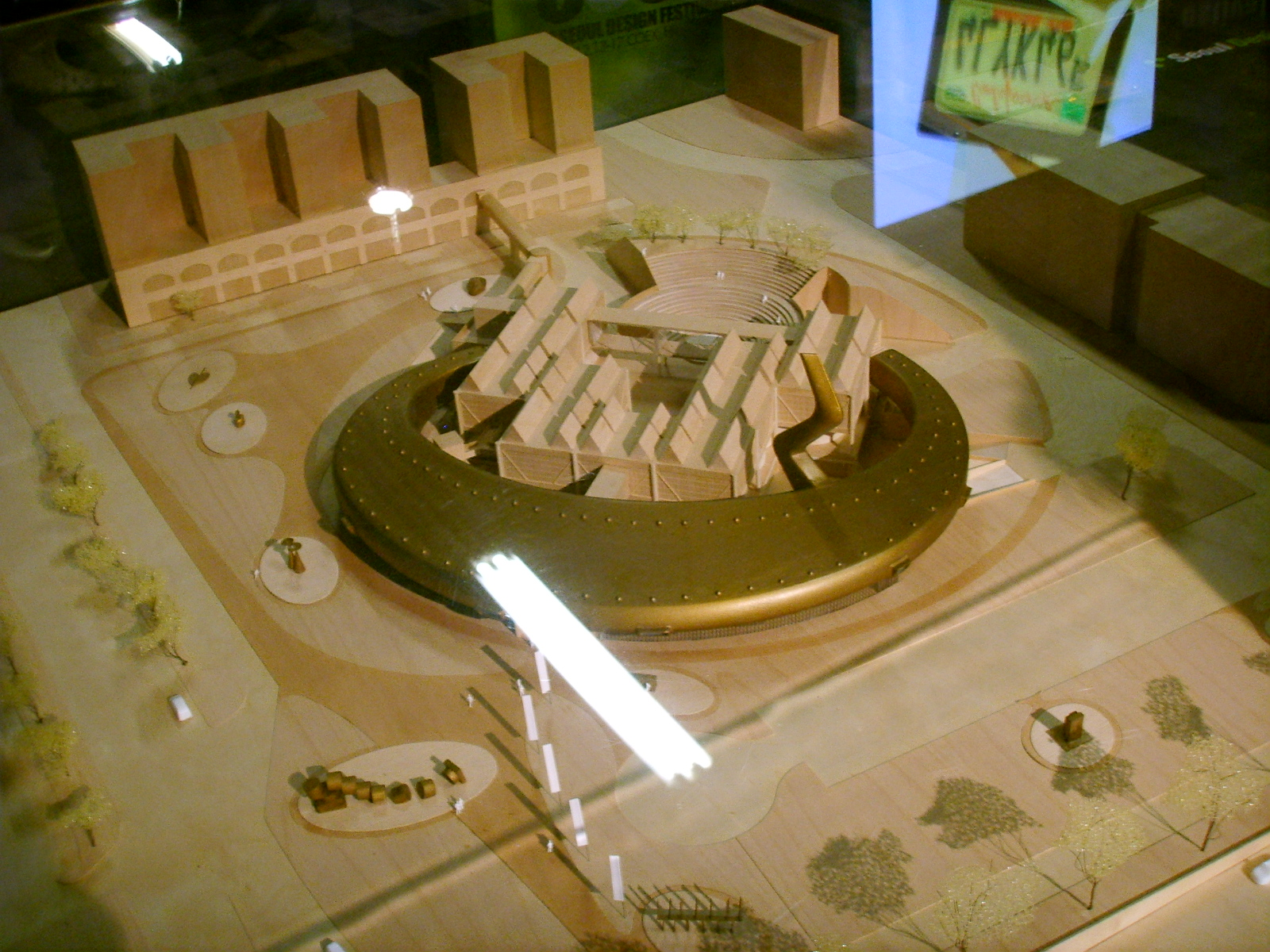
現建築之模型，可見由伊塔洛·甘貝里尼設計的原始建築及由莫里斯·尼奧設計之擴建部分（外圍半圈型）。
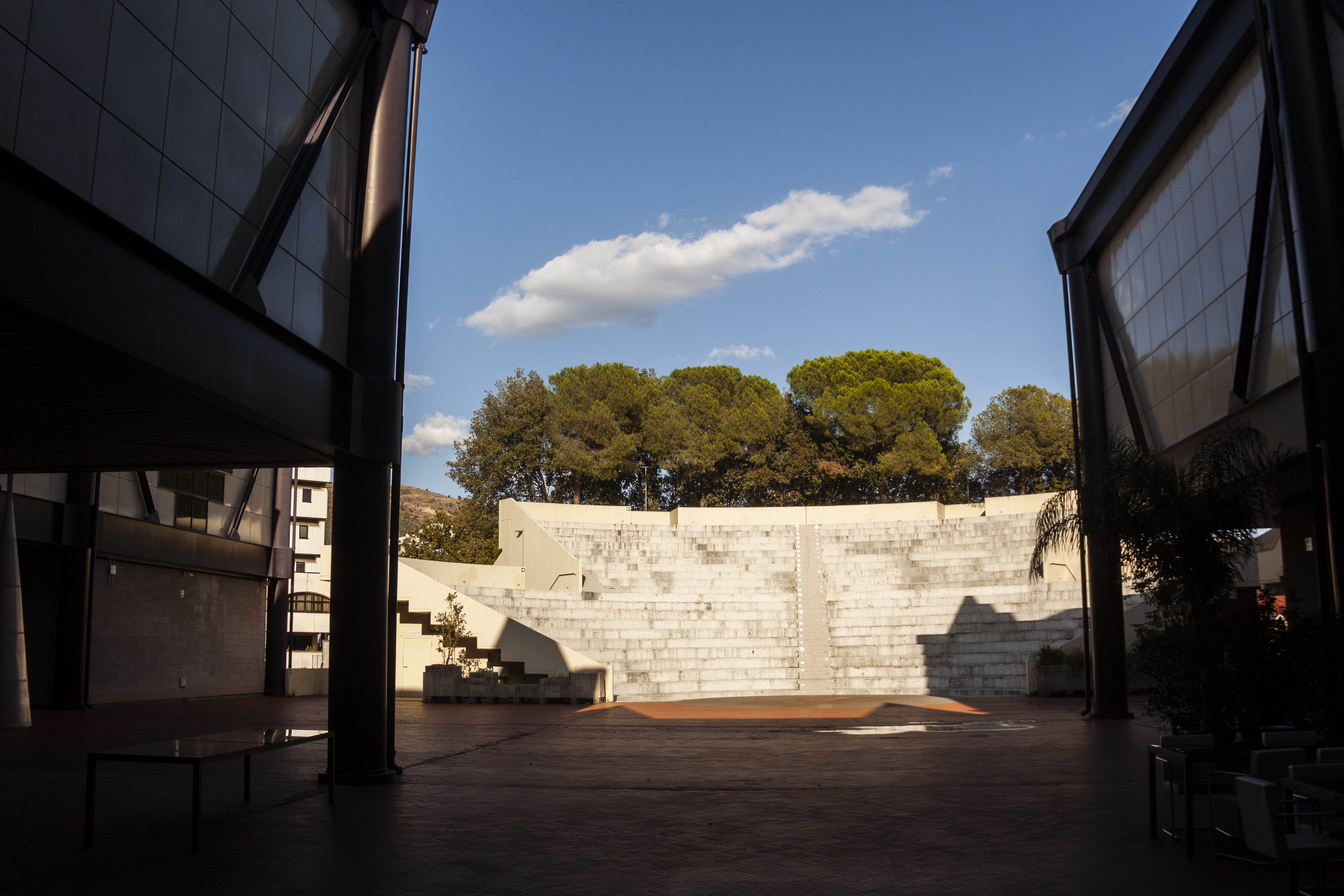
被原始建築環繞之廣場

## 館藏
藝術中心收藏來自三百多位藝術家逾千件當代藝術品。以1950年代迄今的雕塑、裝置、環境藝術、繪畫與影像作品為主，多數是展覽後購入。館藏特色包括「貧窮藝術」、義大利新表現主義與前蘇聯藝術家作品，並設有激進建築運動、1964-1980年托斯卡納藝術家電影與藝術家之書等專區。
此外，館方也收藏了具象詩與視覺詩作品，以及音樂家與表演藝術家的視覺實驗。
收藏來源多元，主要包括普拉多商人卡洛·帕利（Carlo Palli）捐贈的私人收藏、博物館之友會與普拉多儲蓄基金會的購藏，以及貝卡利亞（Beccaglia）家族收藏。視覺詩人盧恰諾·奧里（Luciano Ori）家族與佛羅倫斯藝術家馬里奧·馬里奧蒂（Mario Mariotti）的檔案也是重要來源。2015年更增添亞歷山德羅·格拉西（Alessandro Grassi）的1980-90年代義大利與國際藝術品寄存，豐富了館藏的深度與廣度。
館藏作品並非常設展出，而是依據展覽規劃輪替展示，充分展現當代藝術的多元面向。